# Dogmeat
Dogmeat é um cão da série de videojogos pós-apocalípticos Fallout. Dogmeat é um personagem não-jogável (NPC), introduzido como uma companhia opcional para o jogador no original Fallout (1997), e também fez breves aparições em Fallout 2 (1998) e noutros videojogos. Outro Dogmeat diferente, tem o mesmo papel em Fallout 3 (2008). Uma nova versão de Dogmeat também está presente em Fallout 4 (2015), mas no entanto, neste jogo não corre o risco de morrer. Na maioria de suas aparições nos games da franquia, Dogmeat é um Pastor-alemão.
Dogmeat foi bem recebido em todas as suas encarnações, amplamente reconhecido como uma das melhores características da série, assim como um dos melhores e mais populares personagens coadjuvantes dos videojogos.